# Episodi di Wings (serie televisiva 1990) (prima stagione)
La prima stagione della serie televisiva Wings è stata trasmessa in anteprima negli Stati Uniti d'America dalla NBC tra il 19 aprile 1990 e il 24 maggio 1990.
| nº | Titolo originale                     | Titolo italiano | Prima TV USA   | Prima TV Italia |
| -- | ------------------------------------ | --------------- | -------------- | --------------- |
| 1  | Legacy                               |                 | 19 aprile 1990 |                 |
| 2  | Around the World in Eighty Years     |                 | 26 aprile 1990 |                 |
| 3  | Return to Nantucket (Part 1)         |                 | 3 maggio 1990  |                 |
| 4  | Return to Nantucket (Part 2)         |                 | 10 maggio 1990 |                 |
| 5  | There Once Was a Girl from Nantucket |                 | 17 maggio 1990 |                 |
| 6  | All for One and Two for Helen        |                 | 24 maggio 1990 |                 |